# Grote Kerkstraat (Sneek)
De Grote Kerkstraat is een straat in de binnenstad van de Nederlandse stad Sneek (provincie Friesland).
De straat is vernoemd naar de aan de straat gelegen Grote of Martinikerk, die het aan de oostelijke zijde omsluit. De westelijke omsluiting heet Oud Kerkhof.
De Grote Kerkstraat is ontstaan in 1643 toen de Raad van Sneek besloot dat er een doorgang moest komen tussen de Marktstraat en de Oude Koemarkt. Hiertoe werden huizen aangekocht, die werden gesloopt.
Aan de straat bevindt zich in de achtergevel van de kerk de Herdenkingssteen voor Gesneuvelde Canadezen.